# 安威川ダム
安威川ダム（あいがわダム）は、大阪府茨木市生保（しょうぼ）地先、淀川水系神崎川の右支川である安威川のダムである。

## 地理
安威川ダムは大阪府北部を流れる淀川水系安威川が山間部を経て市街地に至る手前に建設されたロックフィルダムである。ダムの主目的は治水であり下流域(北摂地域)の洪水調節機能を担う。また上水道の確保や水力発電としても小規模の利用が検討されている。ダム完成に伴いダム湖周辺には公園の建設が予定されている。

## 沿革
安威川は大阪府北部を流れ、神崎川に合流して大阪湾に注ぐ河川である。流域は古くから洪水に悩まされる地域であり、堤防築堤などの対策が採られていたが、1967年（昭和42年）7月に流域を集中豪雨が襲い、安威川は茨木市野々宮付近で決壊して61人が死傷し、浸水家屋は25,000戸におよぶという、全体で1,000億円以上の被害額を出す大水害に見舞われた。この北摂豪雨を契機とし、流域の茨木市・高槻市・摂津市・吹田市・大阪市の5市長がダムによる抜本的な河川整備を要求した。
また、高槻市から吹田市に至る流域は東海道新幹線や名神高速道路といった「日本の大動脈」が通過、大阪市や京都市の近郊に位置するためにベッドタウンとして千里ニュータウンをはじめとして多くの住宅造営が進み、人口密集地域となった。こうしたことから上水道需要の逼迫が叫ばれ、淀川に依存しない水源確保も行う必要性が生じた。こうして、当時の黒田了一大阪府知事による革新府政の下で治水ダムとして始まった安威川ダム事業は多目的ダムとして事業を拡大することになり、1976年（昭和51年）に計画発表された。だが、水没地域の生保地区は住宅地であり、水没予定住民はダム建設を強硬に拒んだため、補償交渉は難航した。1993年（平成5年）1月には水源地域対策特別措置法（水特法）の指定を受け、生保等3地区に代替住宅地を造成することにより、補償交渉も決着した。
2014年（平成26年）11月2日に本体工事に着手し、2021年（令和3年）2月26日の完成を目指して工事が始まった。
2022年（令和4年）1月には堤体工事が完了し、9月5日から転流口が塞がれ試験湛水開始。
2023年（令和5年）5月8日前日に降った大雨の影響で初のサーチャージ水位となり、午前6時34分より非常用洪水吐きから緊急放流が行われた。
2023年（令和5年）9月1日から供用を開始。
計画発表からの経過年数により、日本の長期化ダム事業の1つに挙げられている。
型式は中央土質遮水壁型ロックフィルダムで、計画当時の高さは82.5m、総貯水容量22,900,000トンである。安威川・神崎川の洪水調節と不特定利水、茨木市などへの上水道供給を目的とした大阪府が事業主体の補助多目的ダムである。

## 反対運動と事業再評価
用地の90%は買収済みで、水源地域対策特別措置法の補助対象となったことから、一般補償基準の妥結内容に基づき水没する生保集落・車作集落の移転先造成や、大阪府道46号茨木亀岡線の付け替え工事が行われている。だが、オオタカやオオサンショウウオなど貴重な生物が数多く生息している風光明媚な上流の自然が破壊される、ダムサイトに馬場断層があるために直下型地震で被害を受ける懸念がある、節水の普及によって水需要が横ばいであるために大阪府が財政難の今新しいダム建設は無謀であり建設中止にすべき、といった理由から「安威川ダムは、いりまへん府民の会」など、下流域の一部市民による反対意見も多い。
これに対して大阪府は、ダムはまず治水目的である、建設を中止すればこれまでの投資がかえって無駄になる、と建設を進める考えである。2005年8月には府営水道の将来需要見直しのなかで安威川ダムに触れ、水需要の横ばいに合わせてダムの利水規模を当初計画の日量7万トンから1万トン程度にまで縮小し、建設規模もダムの高さを6.0m抑えて事業費を大幅節減することを発表している。これにより、当初の総貯水容量22,900,000トンは18,000,000トンに、湛水面積も56haから34haに縮小されることとなった。
2005年12月には、大阪府の公共事業見直しを検討する大阪府建設事業評価委員会が、「安威川ダム建設事業は経費圧縮の努力や流域自治体5市の建設促進要望が強い」ことなどを理由として、事業の継続は妥当との結論を発表した。
先述のように事業は長期化しており、完成予定も2021年（令和3年）2月26日へ完成年度は大幅に遅滞した。
なお、安威川ダムから西に山一つ越えた神崎川の右支川・猪名川の小右支川である余野川には、国土交通省近畿地方整備局によって重力式コンクリートダムの余野川ダム（高さ74.0m）が建設予定であるが、2005年の淀川水系流域委員会の答申を受けて国土交通省が建設中止の意向を示している。
2020年には周辺住民たちから府に公金の支出差し止めを求めた訴訟を起こされたが、彼らの請求は退けられている。